# Marie-Louise Iribe
Marie-Louise Iribe (29 de noviembre de 1894 – 12 de abril de 1934) fue una actriz, directora y productora cinematográfica de nacionalidad francesa.

## Biografía
Su verdadero nombre era Pauline Marie Louise Lavoisot, y nació en París, Francia. Sobrina del dibujante y diseñador Paul Iribe, del cual tomó su nombre artístico, Marie-Louise Iribe debutó en el cine en 1912 en un film de René Le Somptier.
Iribe se casó en 1921 con el actor André Roanne, su compañero de reparto, en el año de su matrimonio, en los filmes Les ailes s'ouvrent y L'Atlantide. En 1925 volvió a casarse, en esta ocasión con el cineasta Pierre Renoir, con el cual fundó una compañía productora, Les Artistes réunis. La pareja se separó en 1930, obteniendo el divorcio en 1933.
Marie-Louise Iribe falleció en París en 1934.

## Filmografía

### Como actriz
- 1913: Fleur fanée... cœur aimé..., de René Le Somptier
- 1914: Le Prix de Rome, de René Le Somptier
- 1914: La Rencontre, de Louis Feuillade
- 1914: Le Temps des cerises, de René Le Somptier
- 1914: Les Pâques rouges, de Louis Feuillade
- 1916: Le Pont des enfers, de René Le Somptier
- 1916: La Trouvaille de Buchu, de Jacques Feyder
- 1916: La Pièce de dix sous, de Jacques Feyder
- 1919: L'Intervention de Protéa, de Jean-Joseph Renaud
- 1921: Les ailes s'ouvrent, de Guy du Fresnay
- 1921: L'Atlantide, de Jacques Feyder
- 1923: Nachtstürme, de Hanns Kobe
- 1924: Le Gardien du feu, de Gaston Ravel
- 1925: Un fils d'Amérique, de Henri Fescourt
- 1927: Chantage, de Henri Debain
- 1927: Marquitta, de Jean Renoir
- 1928: Hara-Kiri, codirigida con Henri Debain
- 1930: Le Roi des aulnes, de Marie-Louise Iribe

### Directora
- 1928: Hara-Kiri, codirección con Henri Debain
- 1930: Le Roi des aulnes
- 1930: Der Erlkönig, versión alemana de Le Roi des Aulnes

### Productora
- 1927: Marquitta, de Jean Renoir
- 1927: Chantage, de Henri Debain
- 1928: Hara-Kiri, de Henri Debain y Marie-Louise Iribe
- 1930: Le Roi des aulnes, de Marie-Louise Iribe